# Ronneby köping
Ronneby köping var en tidigare köping och kommun i Blekinge län. 

## Administrativ historik
En äldre Ronneby stad hade funnits från 1387. 1680 överfördes dess stadsrättigheter till Karlskrona stad. Ronneby blev därefter från 1686 en lydköping under Karlskrona stad. Vid kommunreformen 1862 ombildades köpingen till en egen kommun. 1882 ombildades Ronneby köping till Ronneby stad.
Köpingen hörde till Ronneby församling.